# Philogenia berenice
Philogenia berenice – gatunek ważki z rodziny Philogeniidae. Występuje na terenie Ameryki Południowej.